# Sucinorhagonycha kulickae
Sucinorhagonycha kulickae es una especie extinta de coleóptero de la familia Cantharidae, la única del género monotípico Sucinorhagonycha; descrita científicamente por Antoni Kuśka en 1996; a partir de un ejemplar hallado en una pieza de ámbar báltico de la colección del Institute of Systematic and Evolution of Animals del Museo de historia natural de Cracovia (Polonia), administrado por la Academia polaca de ciencias.

## Características
Era de hábitos terrestres y se estima que vivió entre hace 40,4 y 48,6 millones de años en el Lutetiano (Eoceno).